# Selom Mawugbe
Selom Mawugbe (* 20. Juli 1998 in Lancaster (Kalifornien)) ist ein US-amerikanischer Basketballspieler.

## Werdegang
Mawugbes Eltern verließen in den 1980er Jahren ihr Heimatland Ghana und wanderten in die Vereinigten Staaten aus. Als Kind lebte Mawugbe ein Jahr in Ghanas Hauptstadt Accra. Seine Mutter spielte Fußball, sein Vater betrieb leistungsorientiert Radsport. In seiner Jugend übte Mawugbe, der vornehmlich im US-Bundesstaat Kalifornien im Raum Santa Clarita aufwuchs, hauptsächlich Fußball aus, ehe er sich dem Basketballsport zuwendete. Er war an der Canyon High School Mitglied der Basketballmannschaft und studierte dann von 2016 bis 2020 im Hauptfach Biologie an der Azusa Pacific University in Kalifornien. Mawugbe bestritt 121 Spiele für Azusas Basketballmannschaft in der zweiten NCAA-Division, in denen er im Durchschnitt 9 Punkte, 7 Rebounds erzielte sowie im Mittel 2,7 gegnerische Würfe blockte. Zwischen 2017 und 2020 stand er bei all seinen Einsätzen in der Anfangsaufstellung, in der Saison 2019/20 erreichte Mawugbe Mittelwerte von 16,9 Punkten, 10,4 Rebounds sowie 3,1 Blocks je Begegnung. Er wurde in der Saison 2019/20 als Spieler des Jahres der Pacific West Conference ausgezeichnet, nachdem er in der Vorsaison bereits zum besten Verteidiger der Liga ernannt worden war.
Mawugbe arbeitete im Anschluss an seine Hochschulzeit in Santa Clarita als Verkäufer in einem Einrichtungsgeschäft, ehe er ab Januar 2021 für die Santa Cruz Warriors in der NBA-G-League spielte. Bis 2022 nahm er mit der kalifornischen Mannschaft an 35 Spielen der NBA-G-League teil und erreichte im Schnitt 6,8 Punkte, 7,2 Rebounds sowie 2,2 Blocks je Begegnung.
In der Sommerpause 2022 nahm Mawugbe ein Angebot des deutschen Bundesligaaufsteigers Rostock Seawolves an. In Rostock machte er sich ebenfalls durch seine Stärken in der Verteidigung einen Namen und wurde Stammspieler. In seinen 34 Bundesligaspielen stand er jeweils von der ersten Minuten an auf dem Spielfeld und brachte es auf Mittelwerte von 8,7 Punkten, 6,6 Rebounds sowie 2,1 Blocks je Begegnung. Mawugbe wurde als bester Verteidiger der Bundesligasaison 2022/23 ausgezeichnet.
Mit seinen in Rostock gezeigten Leistung empfahl er sich für einen Wechsel zum französischen Erstligisten Le Mans Sarthe Basket. Er erzielte in 28 Pflichtspielen für die Mannschaft 4,7 Punkte und 5,1 Rebounds je Begegnung. Ende Januar 2024 verließ er Le Mans und wechselte zum spanischen Erstligisten Bàsquet Manresa. Für Manresa bestritt er 13 Einsätze in der Liga ACB, in denen er im Durchschnitt 1,9 Punkte sowie 2,1 Rebounds verbuchte.
Im Juni 2024 gab der italienische Erstligist Aquila Basket Trento Mawugbes Verpflichtung bekannt.

## Erfolge und Auszeichnungen

### Mit der Mannschaft
- Sieger italienischer Pokal 2025